# Moacyr Claudino Pinto
Moacyr Claudino Pinto, meglio noto come Moacir (San Paolo, 18 maggio 1936), è un ex calciatore brasiliano di ruolo centrocampista, campione del mondo nel 1958 con la Nazionale brasiliana.

## Carriera

### Club
Moacir iniziò la sua carriera professionistica nel 1956 nelle file del Flamengo in cui rimase fino al 1961 vincendo un Torneo Rio-San Paolo.
Nel 1961 si trasferì in Argentina al River Plate, nel 1962 in Uruguay al Peñarol di Montevideo e nel 1963 in Ecuador all'Everest e la stagione successiva al Barcelona di Guayaquil dove chiuse la carriera nel 1966.

### Nazionale
Moacir con la Nazionale brasiliana conta 6 presenze e 2 reti, entrambe realizzate il 14 maggio 1958 in amichevole al Maracanã di Rio de Janeiro contro la Bulgaria.
L'esordio in Nazionale è datato 11 giugno 1957 in amichevole sempre al Maracanã contro il Portogallo (2-1).
Fece parte dei convocati per i Mondiali 1958, vinti dal Brasile, ma non scese mai in campo durante il torneo.

## Palmarès

### Club
- Torneo Rio-San Paolo: 1

Flamengo: 1961
- Campionato uruguaiano: 1

Peñarol: 1962
- Campionato ecuadoriano: 1

Barcelona SC: 1966

### Nazionale
- Campionato mondiale: 1

Svezia 1958